# The Hills Have Eyes Part II
The Hills Have Eyes Part II (en España Las colinas tienen ojos 2) es una película de terror de Estados Unidos de 1985 dirigida por Wes Craven. Es una secuela de la película The Hills Have Eyes (1977) también dirigida por Craven.

## Argumento
Varios años después de los sucesos acontecidos en las montañas del desierto de Nevada, Bobby es uno de los pocos supervivientes de la matanza. Bobby, todavía perturbado por lo sucedido, está en tratamiento pero ha reconducido su vida. En la actualidad, él y Rachel, la hija de Papá Júpiter que traicionó a su familia y cuyo nombre original era Ruby, han contraido matrimonio y son dueños de un equipo de motocross. Ambos han inventado un súper combustible para utilizar en las motos y el equipo recibe una oferta para participar en una carrera en el desierto de Nevada cerca de donde la masacre original tuvo lugar. 
Aunque el psiquiatra de Bobby intenta convencerlo de que vaya, creyendo que enfrentarse a esos sucesos del pasado ayudará a su curación, él decide no hacerlo. Rachel acude en su lugar y el equipo formado por Cass, su novio Roy, Harry, Hulk, Foster, Sue y Jane se reúne en un autobús y se pone en marcha. En el camino, ellos recogen a Beast, el perro que era propiedad de los Woods, y que ahora pertenece a Rachel. Sin embargo, por error, el equipo debido a un error en el trayecto se retrasa. Para acortar el camino, y llegar a tiempo a la competición, deciden atajar por el desierto. Desafortunadamente el autobús sufre una avería y, mientras tratan de repararlo, el grupo vuelve a convertirse en el blanco del grupo de mutantes caníbales de la anterior ocasión. La película termina con Roy, Cass y Beast caminando fuera de la mina en el vasto desierto durante la salida del sol, siguiendo un camino a casa.

## Reparto
| Actor                | Personaje     |
| -------------------- | ------------- |
| Tamara Stafford      | Cass          |
| Kevin Spirtas        | Roy           |
| John Bloom           | The Reaper    |
| Colleen Riley        | Jane          |
| Michael Berryman     | Plutón        |
| Penny Johnson Jerald | Sue           |
| Janus Blythe         | Rachel / Ruby |
| John Laughlin        | Hulk          |
| Peter Frechette      | Harry         |
| Robert Houston       | Bobby Carter  |
| Edith Fellows        | Sra. Wilson   |
| Susan Lanier         | Brenda        |

## Recepción
En la actualidad mantiene una calificación de 0 % en el sitio web Rotten Tomatoes sobre la base de cinco críticas.

## Lanzamientos
La película fue lanzada en DVD en los Estados Unidos el 17 de noviembre de 2002 por Image Entertainment en una pobre calidad, la cual esta ahora fuera de impresión. Redemption y Kino lanzaron una remasterizada edición de la película en DVD y Blu-ray el 30 de marzo de 2012.